# SNAPC2
SNAPC2‏ (Small nuclear RNA activating complex polypeptide 2) هوَ بروتين يُشَفر بواسطة جين SNAPC2 في الإنسان.